# Щити (Мазовецьке воєводство)
Щити (пол. Szczyty) — село в Польщі, у гміні Білобжеґі Білобжезького повіту Мазовецького воєводства.
Населення — 340 осіб (2011).
У 1975—1998 роках село належало до Радомського воєводства.

## Демографія
Демографічна структура станом на 31 березня 2011 року:
|          | Загалом | Допрацездатний вік | Працездатний вік | Постпрацездатний вік |
| -------- | ------- | ------------------ | ---------------- | -------------------- |
| Чоловіки | 175     | 53                 | 110              | 12                   |
| Жінки    | 165     | 42                 | 89               | 34                   |
| Разом    | 340     | 95                 | 199              | 46                   |